# André Schäfer
André Schäfer (* 30. August 1966 in Troisdorf) ist ein deutscher Dokumentarfilmer, Drehbuchautor und Filmproduzent, der in Köln lebt und arbeitet.

## Leben
An der Ludwig-Maximilians-Universität München studierte André Schäfer von 1987 bis 1992 die Fächer Geschichte und Journalistik. Parallel dazu besuchte er bis 1993 die Deutsche Journalistenschule in München. Seit 1992 arbeitet Schäfer im Bereich Film. Zu seinem Arbeitsfeld gehören Dokumentarfilme und -serien sowie zahlreiche Reportagen fürs Fernsehen. 2001 gründete er gemeinsam mit seiner Mutter Marianne Schäfer die Filmproduktionsfirma Florianfilm GmbH in Köln.

## Werk
Seit 2007 drehte und produzierte André Schäfer zunehmend längere Dokumentarfilme. Der erste seiner Filme mit einer Länge von 90 Minuten ist der Dokumentarfilm 100 Porsches and me von 2007, produziert für die Rundfunkveranstalter ZDF, NDR und Arte. 2008 folgten der Dokumentarfilm Let’s Play über Hugh Hefner und das Magazin Playboy (Arte), König der Spione über den Schriftsteller John le Carré (ZDF/Arte) sowie vier Folgen der zweiten Staffel der Doku-Reihe Die Kinderklinik (WDR). Die Reihe Die Kinderklinik setzte er 2009 fort mit sechs weiteren Folgen. Sein Film Lenin kam nur bis Lüdenscheid wurde 2009 für den Deutschen Filmpreis nominiert. Gemeinsam mit Andrew Davies drehte er 2009 Dokumentationen über Doris Day und über Rock Hudson (Arte). Ebenfalls für Arte entstand 2010 der Dokumentarfilm Piraten – Wegelagerer der Weltmeere, gemeinsam mit Julia Kammingan. Für den Dokumentarfilm Die Impressionisten von Paris (2010, Eva Gerberding) war Schäfer ausführender Produzent. Basierend auf dem gleichnamigen Roman von Moritz von Uslar drehte Schäfer 2013 den Film Deutschboden.
2020 produzierte Schäfer den Film Das Wikipedia Versprechen von Lorenza Castella und Jascha Hannover.

## Auszeichnungen
- Berlinale Panorama mit „Here’s Looking at you, Boy“ (2007)[4]
- Deutscher Filmpreis für den Besten Dokumentarfilm, Nominierung für „Lenin kam nur bis Lüdenscheid“ (2008)[5]
- Berlinale Panorama mit „Rock Hudson, Dark and Handsome Stranger“ (2010)[6]
- Bayerischer Fernsehpreis für „Willi Brandt – Erinnerungen an ein Politikerleben“ (2013)[7]
- Preis der Deutschen Filmkritik für den Besten Dokumentarfilm für „Deutschboden“ (2015)[8]
- Deutscher Dokumentarfilmpreis in der Kategorie Musik, Nominierung für „You’’ll Never Walk Alone“ (2018)[9]
- Als Produzent: Publikumspreis beim Filmfest München für „Trans – I Got Life“ (2020)[10]
- Als Produzent: Nominierung den Civis Medienpreis für „Gesichter der Flucht“ (2020)[11]